# Anthurium hoffmannii
Anthurium hoffmannii är en kallaväxtart som beskrevs av Heinrich Wilhelm Schott. Anthurium hoffmannii ingår i släktet Anthurium och familjen kallaväxter. Inga underarter finns listade.